# محمد بن حسن الشطي
مُحمَّدِ بنِ حَسَنَ بنِ عُمَرَ بنِ مَعْرُوْفٍ الشَّطِّي الحَنْبَلي (1248هـ — 1307هـ = 1832م — 1890م) فقيه، فرضي، رياضياتي. ولد بدمشق في 10 جمادى الثانية، وتوفي بها في 5 رمضان، ودفن في مقبرة الذهبية بمشهد عظيم. كان يميل إلى إحياء المذاهب المندرسة ونشرها، وله اطلاع واسع على أقوال المجتهدين، حتى إن العلامة محمود أفندي الحمزاوي مفتي دمشق كان طلب منه جمع مسائل الإمام داود الظاهري، فجمع رسالة في ذلك قدمها إليه في أيام يسيرة، طبعت بدمشق سنة 1330هـ.
قال عنه عبد الرزاق البيطار في كتابه (حلية البشر في تاريخ القرن الثالث عشر): «العالم الفاضل الفقيه الفرضي الحيسوبي الهمام، كان من أعيان العلماء سخياً ودوداً حسن العشرة.»

## شيوخه
نشأ في حجر والده العلامة حسن الشطي، وقرأ القرآن وجوده وحفظه على الشيخ مصطفى التلي، ولازم دروس والده توحيداً وفقهاً وفرائض وحساباً ونحواً وصرفاً وغير ذلك، وبه تخرج وانتفع، واستجاز له والده المنوه به من أئمة دمشق وقتئذ الشيخ سعيد الحلبي والشيخ عبد الرحمن الكزبري والشيخ حامد العطار والشيخ عبد الرحمن الطيبي ونزيل دمشق الشيخ محمد التميمي، فأجازوه، وروى عنهم حديث الأولية، ولازم بعد وفاة والده سنة 1274هـ الشيخ عبد الله الحلبي فحضر عليه طرفاً من الحديث والفقه والنحو، ولما ورد إلى دمشق الشيخ محمد أكرم الأفغاني، لازمه مدة في علم الفلك وغيره، وكتب له إجازة عامة.

## من مؤلفاته
له مؤلفات كثيرة منها:
1. شجرة في النحو على طريقة الإظهار.
2. توفيق المواد النظامية لأحكام الشريعة المحمدية.
3. الفتح المبين في تلخيص كلام الفرضيين.
4. بسط الراحة لتناول المساحة.
5. صحائف الرائض في علم الفرائض.
6. تسهيل الأحكام فيما يحتاج إليه الحكام.
7. القواعد الحنبلية في التصرفات العقارية.
8. نيف وألف مادة.

وقد عني بالتأليف والجمع، فألف وجمع كتباً ورسائل جمة. منها في الفرائض: رسالة الفتح المبين طبعت بدمشق سنة 313 ثم أعيد طبعها سنة 353 وكتاب صحائف الرائض، وقد جعل في كل صفيحة منه بحثاً خاصاً. ومنها في الهندسة: بسط الراحة لتناول المساحة، اختصره من كتاب والده، وذيله بخريطة فيها رسم الأشكال الهندسية، مع بيان مساحتها بالأرقام، مطبوعة، وكان أرسلها إلى الأستانة، فأصدرت نظارة المعارف أمرها بطبعها ومكافأته عليها، وذلك سنة 292، ومنها في الفقه: توفيق المواد النظامية لأحكام الشريعة المحمدية، نحو مائتي مادة، طبعت في مصر سنة 325 وتسهيل الأحكام فيما يحتاج إليه الحكام، نحو ألف مادة، والقواعد الحنبلية في التصرفات العقارية مطبوعة ومنها شرح على الدور الأعلى للشيخ الأكبر، وشجرة في النحو على طريقة الإظهار واختصر منسك والده ومعراجه مطبوع وجمع دفتراً كبيراً في تقسيم مياه دمشق وبيان أسهمها المترية، وله غير ذلك.

## أبناؤه
خلف أربعة أبناء هم:
1. معروف ت سنة (1317 هـ).
2. محمد مراد أفندي ت سنة (1314 هـ) وهو صاحب: «طبقات الحنابلة».
3. القاضي حسين.
4. عمر ت سنة (1337 هـ). ولعمر ابن اسمه: محمد جميل ت سنة (1379 هـ).